# Manfred Rommel
Manfred Rommel, CBE, född 24 december 1928 i Stuttgart, död 7 november 2013 i Stuttgart, var en tysk politiker tillhörande partiet CDU. Rommel var Oberbürgermeister i Stuttgart mellan 1974 och 1996. Han var son till den tyske generalfältmarskalken Erwin Rommel.

## Biografi
Rommel föddes som son till Erwin och Lucie Rommel. Fadern tvingades till självmord av naziregimen 1944. Manfred Rommel avlade studenten 1947 i Biberach an der Riss och studerade juridik och statsvetenskap vid Tübingens universitet. Han anställdes 1956 i delstatsförvaltningen i Baden-Württemberg och blev sedermera personlig assistent till dåvarande inrikesministern Hans Filbinger. År 1971 började han vid finansministeriet och blev senare statssekreterare. Han valdes 1974 till borgmästare i Stuttgart och efterträdde Arnulf Klett. År 1978 kandiderade han till posten som ministerpresident i Baden-Württemberg men förlorade mot Lothar Späth. 